# Wetterbachtal
Koordinaten: 50° 44′ 6″ N, 8° 8′ 58″ O

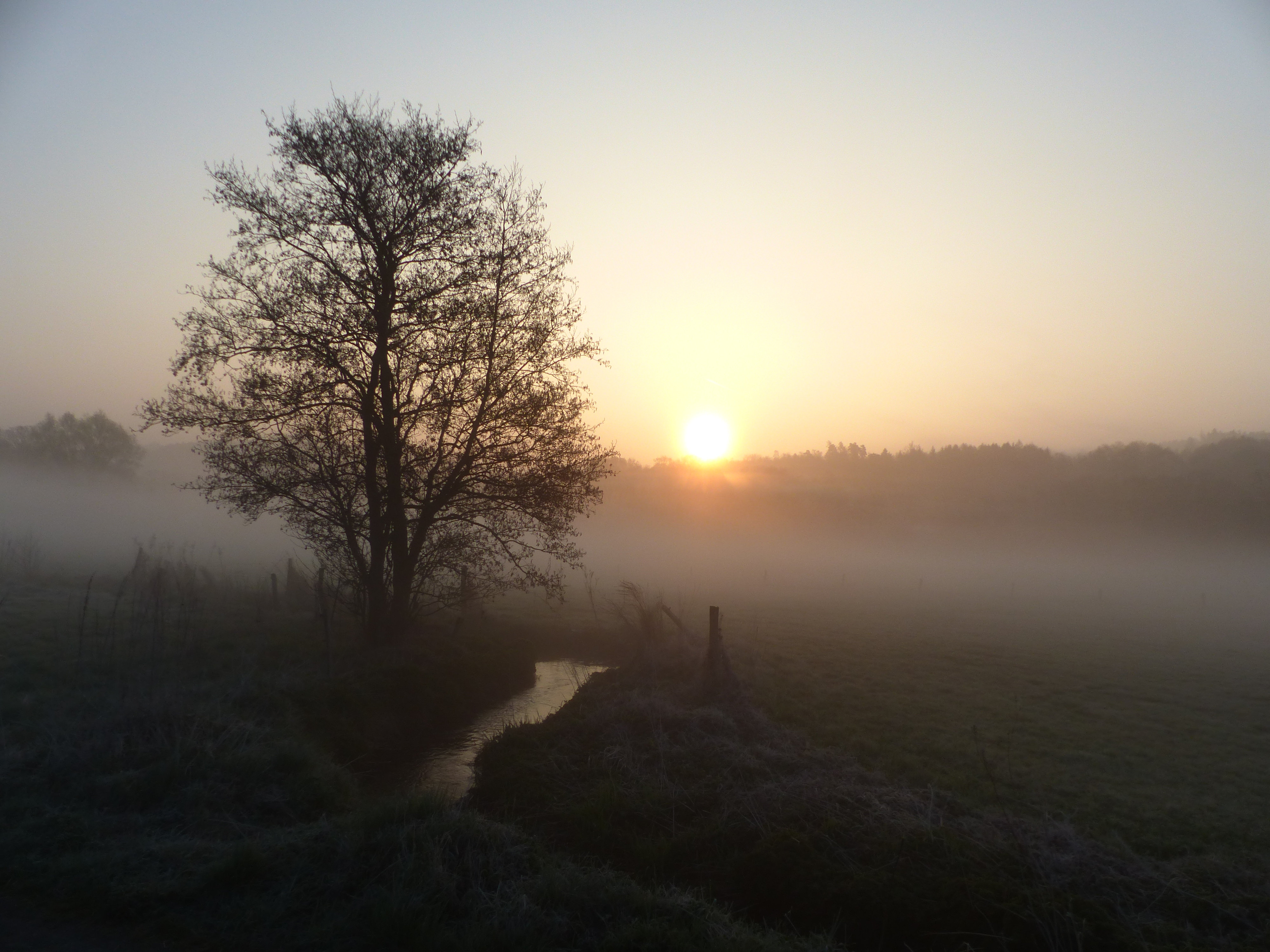
Naturschutzgebiet Wetterbachtal (April 2017)

Das Naturschutzgebiet Wetterbachtal liegt auf dem Gebiet der Gemeinde Burbach (Siegerland) im Kreis Siegen-Wittgenstein in Nordrhein-Westfalen.
Das Gebiet erstreckt sich südöstlich des Kernortes Burbach und nordöstlich des Burbacher Ortsteils Niederdresselndorf. Am nordwestlichen Rand des Gebietes verläuft die Landesstraße L 911 und nordwestlich die L 730. Am nordöstlichen Rand und östlich verläuft die Landesgrenze zu Hessen. Durch das Gebiet hindurch fließt der Wetterbach. Südwestlich erstrecken sich das 80,3 ha große Naturschutzgebiet Großer Stein und das 103 ha große Naturschutzgebiet Caan.

## Bedeutung
Das etwa 88,4 ha große Gebiet wurde im Jahr 2002 unter der Schlüsselnummer SI-052 unter Naturschutz gestellt. Schutzziel ist die Erhaltung und Entwicklung eines großflächigen Grünlandkomplexes, bestehend aus extensiv genutzten Nass-, Feucht- und Magerwiesen als Lebensraum für bedrohte Tier- und Pflanzenarten, insbesondere für die zurzeit größte Braunkehlchen-Population in Nordrhein-Westfalen.